# 두반장

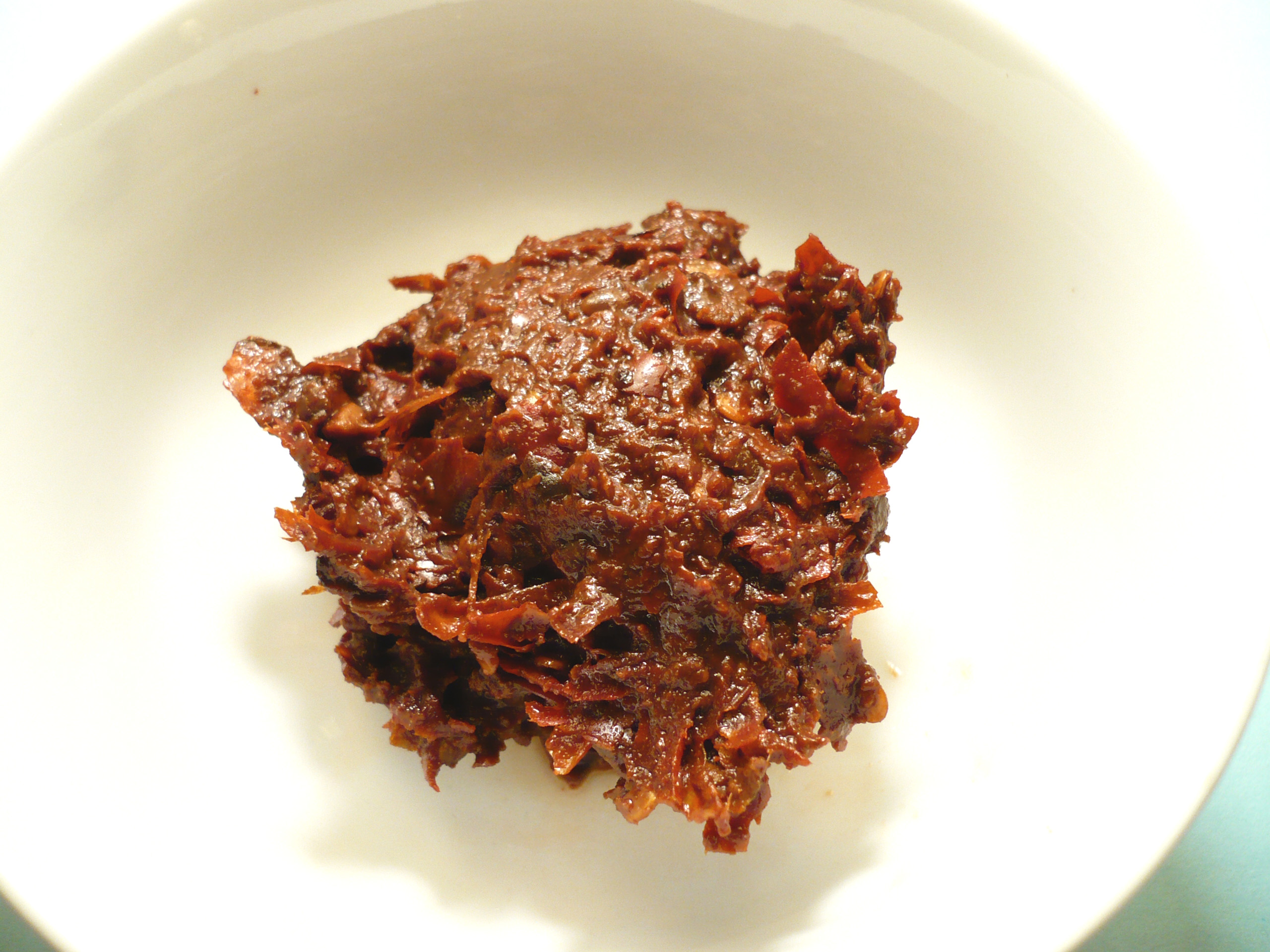
두반장

두반장(중국어 간체자: 豆瓣酱, 정체자: 豆瓣醬, 병음: dòubànjiàng)은 콩을 이용하여 만든 불그스름한 갈색의 장류의 하나이다. 고추장과 비슷하며 독특한 매운맛과 향기가 있다. 콩과 누에콩을 섞어 발효시킨 것에 빨간 고추, 소금 등의 향신료를 섞어 만든다.
들어가는 재료는 한 두가지 정도지만, 향신료와 콩의 함량과 숙성 과정의 시간에 따라 다양한 매운 정도와 향미를 가지고 있다. 가장 알려진 두반장으로는 쓰촨성에서 생산되는 고추를 첨가한 라더우반장(중국어 간체자: 辣豆瓣酱, 정체자: 辣豆瓣醬, 병음: là dòubànjiàng, 한자음: 랄두반장)이 있다.
보통 만든지 얼마 안된 두반장은 매운 맛을 지니지만, 오래 묵힐 수록 색깔이 검은색으로 짙어지고 윤기가 더해지며 매운 맛이 누그러지고 다른 감칠맛이 강해진다.
두반장은 쓰촨 요리에 자주 사용되며, 쓰촨(중국어: 四川, 병음: Sìchuān, 한자음: 사천) 성 전역에서 생산되고 있지만,  쓰촨성 청두시의 피 현(郫县, Pí Xiàn, 비현)에서 만든 피시앤더우반장(중국어 간체자: 郫县豆瓣酱, 정체자: 郫县豆瓣醬, 병음: Pí Xiàn dòubànjiàng, 한자음: 비현두반장)을 최고로 친다.
두반장은 쓰촨 성의 볶음 요리, 튀김 요리, 두부 요리,  국수 요리에서 조미료로 주로 활용된다. 두반장을 사용한 요리로 알려진 것은 회과육, 훠궈, 마파두부, 탄탄면, 사천짜장, 어향육사 등이 있다. 대한민국에서도 쓰촨 요리 전문 중국 요리 식당에서 두반장이 많이 활용된다.

## 같이 보기
- 톈몐장
- XO장
- 굴소스